# Valentina Murabitová

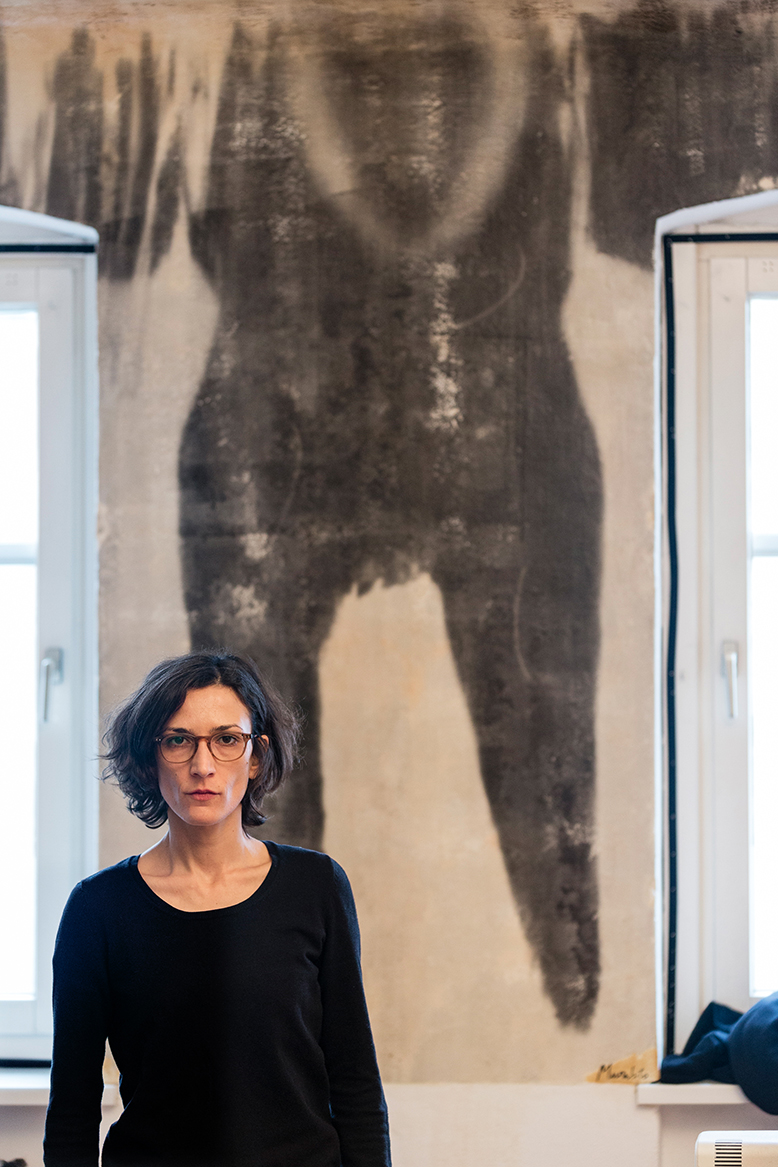
Murabitová ve svém ateliéru v roce 2016

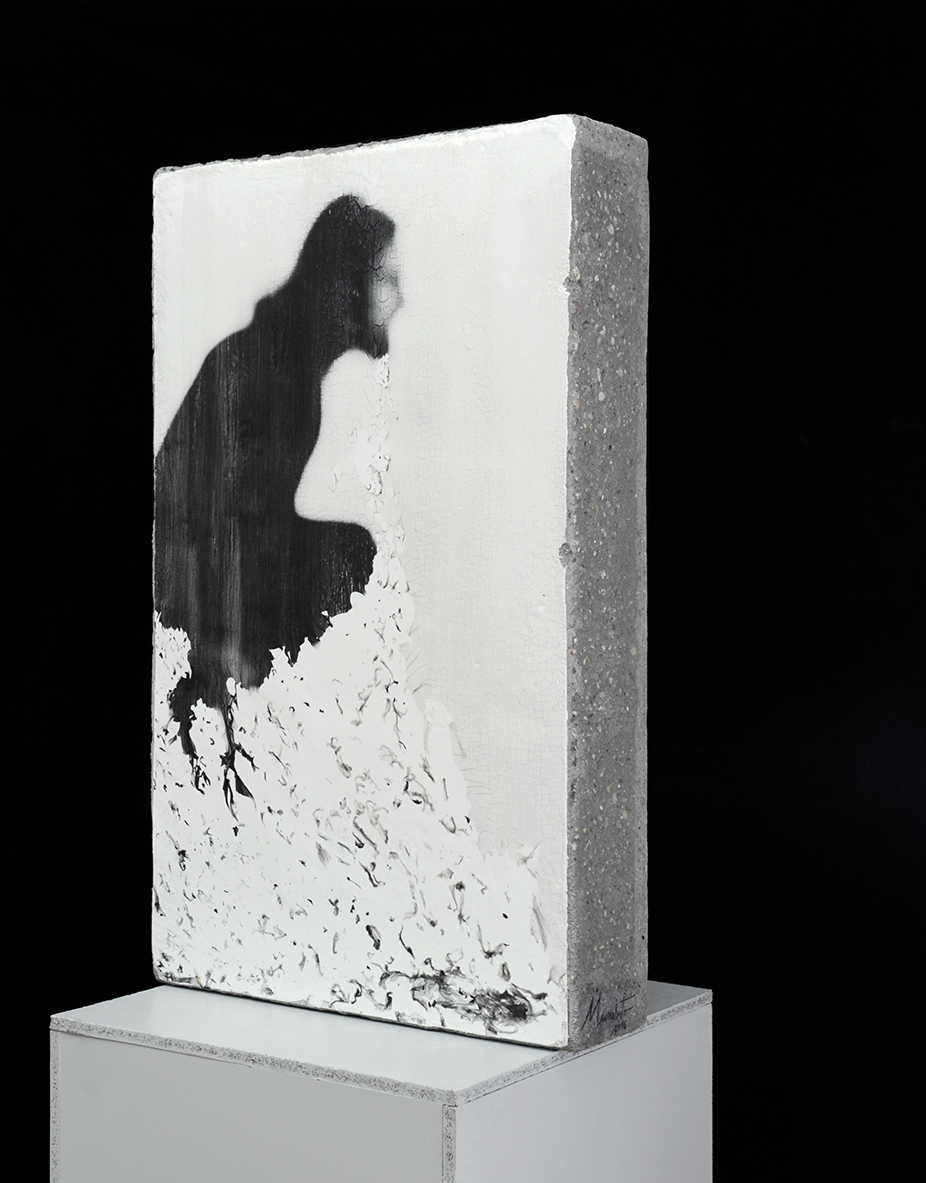
Její díla otevírají dialog s malbou a sochařstvím

Valentina Murabitová (nepřechýleně Valentina Murabito; * 28. září 1981, Giarre, Itálie) je italská fotografka a vizuální umělkyně. Její fotografické práce jsou hybridem mezi různými uměleckými formami, které se prolínají v experimentální analogové fotografii.

## Životopis
Valentina Murabitová se narodila na Sicílii. V letech 2004 až 2009 studovala grafiku na Accademia di Belle Arti di Catania, kde studovala grafický software, stejně jako xylografii, litografii a fotografii. V roce 2008 získala dvě stipendia ke studiu fotografie na Moholy-Nagy University of Art and Design v Budapešti. Během této doby zpracovávala svou sérii „Melankólikus“, který spojuje videoart, fotografii a video dokument. Absolvovala s vyznamenáním. V roce 2009 se Murabitová přestěhoval do Německa a v současné době (2020) žije v Berlíně.

## Umění
Murabitová ve svých snímcích vytváří „mezi-stvoření“, která nezapadají do žádné určené kategorie, hybridy mezi mužem a ženou, člověkem a zvířetem. Pohrává si s genderovými rolemi a zpochybňuje pojem identity.
Experimentuje s analogovou fotografií, například rozpouštěním fotografického povrchu, aby jej zformovala jako kůži nebo rozbila jako suchou zemi. Své fotografické dílo umělkyně rozvíjí ručně na barytový papír, akvarelový papír, dřevo, ocel, beton a stěny. Její díla otevírají dialog s malbou a sochařstvím.
Estetika fotografky odkazuje na výzkum průkopníků fotografie, jako je Eadweard Muybridge. Její práce se snaží překonat hranice fotografie tím, že zpochybňují jejich vztah k realitě. Jak napsal R. Hanselle ve fotoMagazinu, jsou „okouzlení a transcendence“.

## Výstavy a sbírky
Díla autorky jsou vystavena ve sbírce SpallArt v rakouském Salcburku a dalších mezinárodních soukromých sbírkách. Její díla vystavoval po celé Evropě klášter Klosterneuburg, Delizia Estense del Verginese, Maďarská akademie v Římě a Městské muzeum Rosenheim.

## Publikace
- Giorgio Bonomi (Ed.): Il corpo solitario. L’autoscatto nella fotografia – vol. III, book, Rubbettino Editore, Itálie 2020
- Johanna Breede. Photokunst (Ed.): Magie der Stille, s. 32, Berlín, Německo 2018 (katalog, limitovaná edice)[9]
- Stadt Rosenheim (Ed.): Menschenskinder, s. 160, Rosenheim, Německo 2018 (katalog, limitovaná edice)
- Cesare Biasini Selvaggi | Exibart Editions (Ed.): 222 Emerging Artists worth investing in: Selected by the most prestigious curators, critics, journalists and art galleries, s. 244, Řím, Itálie 2017, ISBN 888555301X
- Galerie Artgeschoss (Ed.): Artgeschoss 2017, s. 93, Berlín, Německo 2017 (katalog, limitovaná edice)
- Suzan Kizilirmak (Ed.): Die Aura ist zurück, s. 78, Berlín, Německo 2016 (katalog, limitovaná edice, in Archive of Academy of Arts, Berlín)
- Who art you (Ed.): Who Art You?, s. 150, Milano, Itálie 2015 (katalog, limitovaná edice)[10]
- Premio Occhi per l'arte contemporanea (Ed.): III° National Prize for Painting and Photography Paola Occhi, s. 130, Migliarino, Itálie 2014 (katalog, limitovaná edice)[11]
- Premio Basilio Cascella (Ed.): LVIII° National Prize for Contemporary Art Basilio Cascella, s. 88, Cascella, Itálie 2014, ISBN 978-8822899125 (Catalogue)
- Colletivo TM15 (Ed.): Veramiglia Contest 2014, s. 60, Veramiglia, Itálie 2014 (katalog, limitovaná edice)[12]
- Kunstverein Glinde e.V. (Ed.): FORM-A (R) T, s. 59, Glinde, Německo 2014 (katalog, limitovaná edice)
- Monastero dei Benedettini (Ed.): Astrazioni dal quotidiano, s. 25, Catania, Itálie 2007 (katalog, limitovaná edice)